# Казалинконтрада

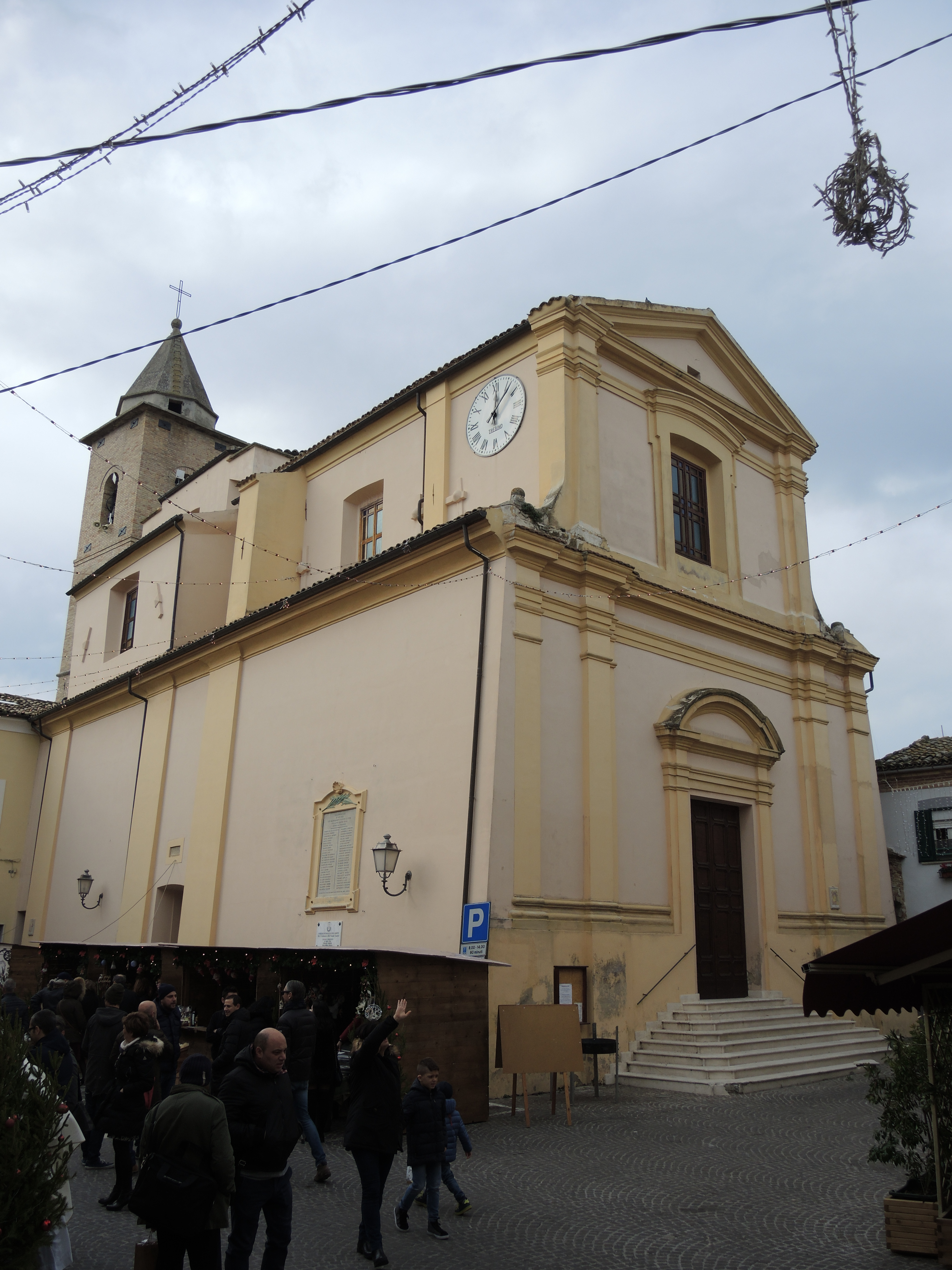
Храм святого первомученика Стефана

Казалинконтра́да (итал. Casalincontrada; на местном диалекте — Lu Casèle / Lu Casale) — коммуна в Италии, расположена в регионе Абруццо, подчиняется административному центру Кьети.
Население составляет 2942 человека, плотность населения составляет 196 чел./км². Занимает площадь 15 км². Почтовый индекс — 66012. Телефонный код — 0871.
Покровителем коммуны почитается святой Стефан, празднование 3 августа.